# Martina Schild
Martina Schild (* 26. Oktober 1981 in Brienz) ist eine ehemalige Schweizer Skirennfahrerin. Sie ist die Enkelin von Hedy Schlunegger, der Abfahrts-Olympiasiegerin von 1948. Schild lebt in Grindelwald und war auf die Disziplinen Abfahrt und Super-G spezialisiert.

## Karriere
Schild nahm im Dezember 1995 erstmals an FIS-Rennen teil, ab Dezember 1999 folgten Einsätze im Europacup. Ihr erstes Weltcuprennen bestritt sie am 21. Dezember 2001 in St. Moritz, wo sie auf Platz 29 fuhr. In den folgenden Saisons konnte sie sich knapp hinter der Weltspitze etablieren: Bestresultate waren ein 13. Platz in der Saison 2002/03 und ein 6. Platz in der Saison 2003/04. Während der Saison 2004/05 konnte sie hingegen bei weitem nicht an diese Leistungen anknüpfen. Ende 2005 fand sie wieder den Anschluss, und am 16. Dezember 2006 erreichte sie mit dem dritten Platz im Super-G auf der Reiteralm ihre erste Podestplatzierung.
Der Höhepunkt ihrer Karriere war der Gewinn der Abfahrts-Silbermedaille bei den Olympischen Winterspielen 2006, wo sie sich lediglich Michaela Dorfmeister geschlagen geben musste. Dieses Resultat kam nicht ganz überraschend, denn bereits in den Trainingsläufen hatte Schild gute Leistungen gezeigt. Im olympischen Super-G erreichte sie den sechsten Platz. Bei den Weltmeisterschaften 2007 in Åre wurde sie Zwölfte im Super-G.
Am 2. Dezember 2007 gewann Schild ihr erstes Rennen im Skiweltcup, den Super-G in Lake Louise. Nach Jahreswechsel verschlechterten sich ihre Resultate aber wieder, und nachdem sie in den ersten Monaten der Saison 2008/09 in keinem Rennen unter die besten 20 gefahren war, verpasste sie die mannschaftsinterne Qualifikation für die Weltmeisterschaften in Val-d’Isère. In der Saison 2009/10 stand sie am 10. Januar als Dritte des Super-Gs von Haus erstmals seit über zwei Jahren wieder auf dem Podium. Wenig später war die Saison für sie allerdings zu Ende. Beim Abfahrtstraining in St. Moritz am 27. Januar 2010 zog sich Schild einen Kreuzbandriss und eine Meniskusverletzung im linken Knie zu. Sie musste die Saison beenden und konnte somit auch nicht an den Olympischen Winterspielen in Vancouver teilnehmen.
Nachdem Schild in der Saison 2010/11 ohne Spitzenresultat geblieben war und daher erneut bei den Weltmeisterschaften fehlte, fuhr sie im Winter 2011/12 in zwei Super-Gs unter die besten fünf. Im November 2012 musste sie sich wegen Rückenschmerzen einer Bandscheibenoperation unterziehen. Wegen anhaltender Rückenprobleme gab Martina Schild vor Beginn der Saison 2013/14 ihren Rücktritt vom aktiven Skirennsport bekannt.

## Erfolge

### Olympische Spiele
- Turin 2006: 2. Abfahrt, 6. Super-G

### Weltmeisterschaften
- Åre 2007: 12. Super-G

### Junioren-Weltmeisterschaften
- Québec 2000: 11. Super-G, 32. Abfahrt, 39. Slalom, 47. Riesenslalom
- Verbier 2001: 3. Super-G, 7. Abfahrt

### Weltcup
- 3 Podestplätze, davon 1 Sieg

| Datum            | Ort         | Land   | Disziplin |
| ---------------- | ----------- | ------ | --------- |
| 2. Dezember 2007 | Lake Louise | Kanada | Super-G   |

### Europacup
- Saison 2001/02: 10. Gesamtwertung, 3. Super-G-Wertung, 9. Abfahrts-Wertung
- Saison 2005/06: 4. Super-G-Wertung
- 6 Podestplätze, davon 3 Siege:

| Datum           | Ort       | Land       | Disziplin |
| --------------- | --------- | ---------- | --------- |
| 11. Januar 2002 | Tignes    | Frankreich | Super-G   |
| 12. Januar 2002 | Tignes    | Frankreich | Super-G   |
| 4. Februar 2006 | Caspoggio | Italien    | Super-G   |

### Weitere Erfolge
- 1 Schweizer Meistertitel (Abfahrt 2009)
- 6 Siege bei FIS-Rennen